# Régi és új (album)
A Régi és új a Bonanza Banzai hatodik stúdióalbuma, melyet magnókazettán és CD-n 1993-ban adtak ki. A zenét Hauber, Kovács és Menczel közösen jegyzik, a dalszöveg Kovács Ákos szerzeménye.

## Előadók
- Hauber Zsolt: szintetizátor, effektek
- Kovács Ákos: ének, vokál, gitár, zongora
- Menczel Gábor: szintetizátor, program

## Az album dalai
|     | Cím                           | Hossz |
| --- | ----------------------------- | ----- |
| 1.  | "Calypso"                     | 3'49  |
| 2.  | "1984"                        | 5'02  |
| 3.  | "Ősi láng"                    | 5'13  |
| 4.  | "Nem érdekel"                 | 4'16  |
| 5.  | "Valami véget ért"            | 6'47  |
| 6.  | "Régi és új"                  | 4'48  |
| 7.  | "Symphonica"                  | 3'02  |
| 8.  | "A vers mindig ugyanaz marad" | 4'40  |
| 9.  | "Búcsúdal"                    | 4'50  |
| 10. | "Éjjel a városban"            | 3'29  |